# Английска ренесансова литература
Английската ренесансова литература е създадена по времето на Английския ренесанс от ранния 16 до средата на 17 век – период, наричан често „ера на Шекспир“ или „Елизабетинска епоха“. Времето на най-голям разцвет е между 1578 и 1660 г. като този период е по-продължителен от царуването на Елизабет, защото благоприятните условия продължават и по време на последвалите я на трона Джеймс I и Чарлс I и изчезват с Английската гражданска война, която рязко прекъсва периода на разцвет.
По времето на Елизабет културният център е Лондон, както за дворцовата, така и за народната култура. Процъфтява театърът и английските драматурзи комбинират средновековния театър с преоткриване на римските автори – трагедиите на Сенека и комедиите на Плавт и Теренций. Важен източник на ренесансови идеи е Италия, а значителна роля за проникването им в Англия изиграва Джон Флорио (1553 – 1625), лингвист и лексикограф, чийто баща е италианец. Той е автор и на преводите на Монтен от френски на английски.

## Проза
Томас Мор е високопоставен кралски чиновник и религиозен деец, но и писател-хуманист. Пише стихове на латински и английски. Превежда на английски съчиненията на Пико дела Мирандола (1463 – 1494), придружени от коментар и биография. Мор е основоположник на английската историография с недовършената си „История на крал Ричард III“, отпечатана след екзекуцията му. Половин столетие по-късно тази книга е основният източник за Шекспир при написването на прочутата му историческа драма.
Славата си на хуманист Мор дължи главно на „Утопия“. Мор завършва ръкописа си във Фландрия (Брюге), а отпечатването възлага на Петрус Егидий, на когото прави сърдечно посвещение от четири страници. Подобно на Еразмовата „Похвала на Глупостта“ книгата обхваща стотина страници и е написана на латински. Първото издание е през 1516 г. в Льовен, а първото английско издание е осъществено едва през 1551 г. Ръкописният оригинал не е съхранен. Пълното заглавие на латински гласи „Златна книга, не по-малко полезна, отколкото забавна, за най-доброто държавно устройство и за новия остров Утопия“. Макар диалогът да заема съществено място в книгата, авторът избира белетристична рамка за повествованието с подчертано реалистично съдържание. Авторът описва пребиваването си по държавни дела в Брюге и как по време на пауза в преговорите се отбил в Антверпен при Петрус Егидий. Всъщност това е схема на действителните обстоятелства около издаването на книгата, но в белетристичната рамка е въведен един измислен герой – португалецът Рафаил Хитлодей, моряк и пътешественик, с когото Петрус Егидий запознава Мор. Той бил взел участие в три от четири скорошни морски пътешествия, като при последното от тях останал из новите земи и прекарал там пет години. Именно тогава Хитлодей попаднал на невероятния остров Утопия. По традиция по-голямо внимание се обръща на втората част от книгата, съдържаща социален проект за справедливо общество. Не по-малко значима е първата по-кратка част, в която авторът подлага на остра критика съвременното му общество.
Сред най-популярните книги от епохата на Ранния английски ренесанс се нареждат и „Книга на Управника“ (1531) от Томас Елиът, „Владетелят“ на Макиавели, „Придворният“ на Кастилионе.
Сред известните прозаици от периода са и Джон Лили (1553 – 1606) и Томас Наш. Лили е писател, поет, драматург и политик, известен с книгите си Euphues: The Anatomy of Wit (1578) и Euphues and His England (1580). Неговият маниерен литературен стил дори дава начало на термина euphuism. Пиесата му Love's Metamorphosis оказва влияние върху ранната комедия на Шекспир Напразните усилия на любовта, а персонажите на Gallathea вероятно са повлияли върху други пиеси. Наш се счита за най-големия майстор на памфлета. Той е също драматург, поет и сатирик, като най-известната му творба е пикаресковият роман The Unfortunate Traveller.

## Поезия
Обновяването на английската лирика в началото на XVI век преминава под знака на италианското влияние и възприемането на нови поетични жанрове. Реформата в английската поезия се осъществява главно през 30-те и 40-те години на века и съвпада с края на управлението на Хенри VIII. Поетите, които я осъществяват, са близките до двора Томас Уайът и Хенри Хауърд, граф Съри.

### Томас Уайът
Поетическото наследство на Томас Уайът е скромно – той е написал само 32 сонета, 12 от които са всъщност свободен превод от сонети на Петрарка, от когото той се учи. В няколко от сонетите на Уайът заключителните терцини са слети, като римната схема е разхлабена и творбата завършва с едно римувано двустишие. В стиховете му се намират редица несъвършенства: съкратени думи и неточни рими. За разлика от големия си вдъхновител Петрарка английският поет няма вкус към природните пейзажи, чийто майстор е италианецът.
По образеца на Петрарка твърде популярни в началото на 80-те години стават сонетните цикли, посветени на дама. Началото полага Филип Сидни с цикъла „Астрофел и Стела“, написан около 1579 г. През 1592 г. се появява цикълът „Дилайя“ на Даниел, още същата година излиза и „Диана“ на Констабъл. Най-големите сонетисти на епохата са безспорно Сидни, Спенсър и Шекспир, а сред всички значителни поети стои и Кристофър Марлоу, който подобно на Шекспир е бил драматург. Филип Сидни и Едмънд Спенсър са почти неразделни в историята на английската поезия, но двамата са твърде различни и по-скоро се допълват.

### Едмънд Спенсър
Едмънд Спенсър е най-значителният поет на английския Ренесанс. След като завършил колеж в Кеймбридж, младият Спенсър става секретар на граф Лестър. През тези години поетът създава първата си значителна творба „Овчарски календар“, която посвещава на Ф. Сидни. Първата публикация на младия поет бил преводът на шест сонета от Петрарка в 1569 г. Като лирик той е известен главно с цикъла си от 88 сонета, озаглавен по италиански модел „Аморети“ и посветен на бъдещата му съпруга Елизабет Бойл, като част от него е завършен след сватбата. Вероятно поради това сонетите са по-скоро банално подражание на Петрарка. Спенсър е автор на още една сватбена песен „Проталамий“, написана за високопоставен покровител. В младите си години поетът написал и „Химни на любовта и красотата“, които по-късно му се сторили елементарни и написал палинодии под заглавие „Химни на Божествената любов и на Божествената красота“. Безспорно внимание заслужава късният сборник на Спенсър „Жалби“, където се открояват елегията „Отломките на времето“, епитафията „Астрофел“, написана по повод смъртта на Филип Сидни, както и поемата „Приказка на майка Хюбард“. Сред късните работи на поета внимание заслужава и поемата „Завръщането на Колин Клаут“, съдържаща както автобиографични, така и сатирични черти. Според концепцията на Спенсър всеки приказен образ е трябвало да се раздвоява между традиционното си значение в алегорическата литература и съвременността.

### Кристофър Марлоу
Сред големите английски ренесансови поети се откроява Кристофър Марлоу. С основание го определят като най-даровитият сред непосредствените предшественици на Шекспир. И двамата са от буржоазен произход: бащата на Шекспир е ръкавичар, този на Марлоу – обущар. Родени са в една и съща година, но Марлоу започва литературната си кариера по-рано. Кристофър Марлоу е бил изключително даровит поет: писал сонети и други стихотворения, много от които не са се съхранили. Автор е на недовършената малка поема „Херо и Леандър“. С „Херо и Леандър“ поетът спомага за превръщането на епилия във водещ жанр в елизабетинската поема. За разлика от големия стихотворен епос, наложен от Спенсър с „Кралицата на феите“, епилият представлява относителна кратка поема, с опростен сюжет, обикновено взет от античната митология. „Херо и Леандър“ останала недовършена поради неочакваната смърт на поета.

### Уилям Шекспир
Античните сюжети били обща черта на елизабетинските епилии. Като автор на епилии Шекспир се нарежда сред най-значителните елизабетински поети, а като сонетист е сред най-едромащабните европейски лирици. Шекспировата сонетна поредица отчетливо се дели на две различни по обем части: първите 129 сонета са посветени на приятеля, а останалите 25 на загадъчната „смугла лейди“. В стиховете, посветени на загадъчната любима, Шекспир е по-игрив и по-шеговит. Някои изследователи на творчеството му смятат, че Смуглата дама е проекция на противоречивата двойствена природа на самия поет, раздвоен между мъжкото и женското начало. В елизабетинска Англия се развиват водещите жанрови разновидности на романа – пасторалът и реалистичният роман. Ренесансовият пасторал е модерната модификация на античната идилия, съобразена с условностите за изискания живот на придворната аристокрация.

## Английска ренесансова драма
Развитието на драмата в Англия през първата година на XVI век не се различава принципно от развоя на драмата в Италия и Франция. И в Англия традициите на средновековния театър и драма са силни. Дългото устояване на народния средновековен театър влиза успоредно с първите опити са създаване на т.нар школска комедия, която черпи истории от античната история. Нарича се школска комедия, защото най-често изпълнителите са били студенти от университета в Оксфорд и Кембридж. Безспорно най-значителният драматург от ранната епоха е Джон Хейууд. Той доживява ранния разцвет на елизабетинската драма. Дж. Хейууд има разностранен натюрел, освен драми писал стихове и епиграми. Автор е на алегоричната сатира „Паяк и муха“. Несъмнено Хейууд притежавал жив усет за комичното в живота, както и умение да го въплъти в драматическо действие. Най-значимите му комедии са „Изповедник и Монах“ и „Четирите Пе-та“. В „Четирите Пе-та“ драматургът извежда на преден план четири лица, чиито професии започват с буквата П: изповедник, пилиграм, аптекар и пътуващ търговец. Същинската комедия в Англия започва с „Терсит“ на Никълас Юдал. По-късно се появява и „Ралф Ройстър Дойстър“, но за разлика от „Терсит“, която е съвсем кратка, по-късната му творба е в пет действия. Друга стойностна комедия от този период е „Губерката на стрина Гъртън“ (1553 г.), чиито авторство е неуточнено. В изданието достигнало до нас, авторът е обозначен само с инициала С. Редица, изследователи го свързват с Джон Стийл.
В началото на XVI възниква и английската ренесансова трагедия. Първи неин образец е „Горбодюк или Ферекс и Порекс“ (1561), създадена от Томас Нортън и Томас Секвил. Въпреки легендарния британски сюжет, драмата е силно повлияна от трагедията на Сенека. По образеца на античната драма убийствата не се показват на сцената, а са вестители. Освен това е написана в петостъпен ямб без употреба на рима, а това е формата на елизабетинската драма.